# Ким Хёнджу (дзюдоист)
Ким Хёнджу (кор. 김 형주; 14 марта 1976) — корейский дзюдоист полулёгкой весовой категории, выступал за сборную Южной Кореи на всём протяжении 2000-х годов. Чемпион летних Азиатских игр в Пусане, обладатель бронзовой медали чемпионата мира, серебряный призёр чемпионата Азии, бронзовый призёр Восточноазиатских игр в Осаке, победитель многих турниров национального и международного значения.

## Биография
Ким Хёнджу родился 14 марта 1976 года. Впервые заявил о себе в сезоне 1996 года, выиграв бронзовую медаль на международном турнире Trofeo Guido Sieni Sassari в Италии. В 1999 году одержал победу на домашнем международном турнире в Сеуле.
Первого серьёзного успеха на взрослом международном уровне добился в 2000 году, когда попал в основной состав корейской национальной сборной и побывал на чемпионате Азии в Осаке, откуда привёз награду серебряного достоинства, выигранную в полулёгкой весовой категории — единственное поражение потерпел в финале от японца Юкимасы Накамуры, серебряного призёра последних Олимпийских игр. Год спустя получил бронзовые медали на Восточноазиатских играх в Осаке и на чемпионате мира в Мюнхене — во втором случае проиграл только в 1/32 финала представителю Украины Муссе Настуеву, тогда как все остальные поединки выиграл.
В 2002 году Ким одержал победу на международном турнире класса «А» в Будапеште, занял третье место на Кубке Дзигоро Кано в Токио, добыл серебряную медаль на гран-при Москвы. Благодаря череде удачных выступлений удостоился права защищать честь страны на летних Азиатских играх в корейском Пусане — в итоге взял верх над всеми соперниками в полулёгком весе, в частности победил представителя Туркмении Гуванча Нурмухаммедова в финале, и завоевал тем самым награду золотого достоинства.
Впоследствии Ким Хёнджу ещё в течение нескольких лет оставался в основном составе дзюдоистской команды Южной Кореи и продолжал принимать участие в крупнейших международных турнирах. Так, в 2003 году он был вторым на Кубке Дзигоро Кано в Токио и на Суперкубке мира в Париже, выиграл открытый международный турнир в китайском Циндао, выступил на мировом первенстве в Осаке, где сумел дойти до стадии четвертьфиналов. Последний раз показал сколько-нибудь значимый результат на международной арене в сезоне 2009 года, когда удостоился серебряной награды на гран-при Гамбурга. Вскоре по окончании этих соревнований принял решение завершить карьеру профессионального спортсмена.